# Prosciurillus
Prosciurillus is een geslacht van zoogdieren uit de familie van de eekhoorns (Sciuridae). De wetenschappelijke naam van het geslacht werd in 1947 gepubliceerd door John Reeves Ellerman.

## Soorten
Er worden 7 soorten in dit geslacht geplaatst:
- Prosciurillus abstrusus Moore, 1958
- Prosciurillus alstoni (J. Anderson, 1879)
- Prosciurillus leucomus (S. Müller & Schlegel, 1844)
- Prosciurillus murinus (S. Müller & Schlegel, 1844)
- Prosciurillus rosenbergii (Jentink, 1879)
- Prosciurillus topapuensis (Roux, 1910)
- Prosciurillus weberi (Jentink, 1890)